# Magnum Matrimonii Sacramentum
Magnum Matrimonii Sacramentum ist die Apostolische Konstitution über die endgültige Rechtsform des Päpstlichen Instituts für Studien über Ehe und Familie, sie wurde am 7. Oktober 1982 durch Papst Johannes Paul II. promulgiert.

## Zu Ehe und Familie
Johannes Paul II. erklärt hierzu, dass sich die Kirche schon immer mit einer großen pastoralen Sorge um das Sakrament der Ehe befasst habe. Es sei ihm bewusst, dass Ehe und Familie zu den größten Gütern des Menschengeschlechts gehöre. Daher habe auch das Zweite Vatikanische Konzil diesen Themenbereich lange und ausführlich beraten und das Ergebnis in Gaudium et Spes niedergeschrieben. Alle Päpste hätten sich für das höchste Ideal von Ehe und Familie ausgesprochen und sein Vorgänger Paul VI. hätte sich in einem außerordentlichen Maße mit der Enzyklika Humanae Vitae zu den Fragen der Zeit geäußert. Letztlich habe die Bischofssynode, die vom 26. September bis 25. Oktober 1980 getagt habe, für die Einsetzung eines Päpstlichen Rates für die Familie ausgesprochen.

## Theologisches Institut
Zum Gründungsanlass eines theologischen päpstlichen Instituts für Ehe und Familie zählte für den Papst die pastorale Sorge und Verantwortung für Ehe und Familie. Jetzt, so führt er aus, sei es notwendig geworden, ein primäres Institut für Studien zu gründen, dessen besondere Sorge es sein soll, das theologische und pastorale Studium von Ehe und der Familie für zu fördern. Mit dieser Konstitution verleiht er dem päpstlichen Institut für Ehe und Familie, deren Grundstein bereits an der Päpstlichen Lateranuniversität gelegt worden sei, eine juristisch eigenständige Form. Seine zentrale Aufgabenstellung liegt in der Verleihung folgender akademischer Grade:
- Die Doktorwürde in Theologie mit einem Spezifikation in der Theologie für Ehe und der Familie.
- Der Lizentiat in Theologie für Ehe und der Familie.
- Das Diplom (Bachelor) im Studium für Ehe und der Familie.

## Organisation
Er beauftragt das Institut zur Bearbeitung der folgenden Objekte:
1. Die Erarbeitung und Einsetzung eines Lehrplans, der zu einer Doktorwürde in Heiliger Theologie mit einem theologischen Zusatzstudium über Ehe und Familie für jene führt, die schon den Lizentiaten in Heiliger Theologie erlangt haben.
2. Die Einsetzung eines Lehrplanes für den Lizentiaten in Heiliger Theologie für jene, die den Bachelor  in Heiliger Theologie bekommen haben.
3. Die Einsetzung eines Lehrplanes für Diplome in  Theologie für Ehe und  Familie.
4. Die Planung und Durchführung von Seminaren, zu denen besonders ausgebildete Fachleute geladen werden sollen, die sich den Fragen von Ehe und Familie widmen.  Bischöflichen Konferenzen, die dem Studium dienen, können auch auf Wunsch der Römischen Kurie in diesem Institut stattfinden.

### Institutsleitung
Die Akademische Verwaltung des Institutes soll aus dem Kanzler und dem Rektor der Päpstlichen Lateranuniversität sowie dem Präsidenten und dem Rat des Institutes bestehen. Dem Papst ist das Vorschlagsrecht für den Präsidenten vorbehalten.

## Einsetzung
Zur Einsetzung des Instituts legt Johannes Paul II. weiterhin fest, dass das Institut in einer besonderen Verbindung zum Päpstlicher Rat für die Familie stehe, es solle den Titel „Unsere Dame von Fátima“ übertragen bekommen. Das Datum des in Krafttretens wurde auf den 14. Oktober 1982 festgelegt.